# Relations entre le Cambodge et le Japon
Les Relations entre le Cambodge et le Japon sont les relations internationales entre le Cambodge et le Japon. Le Japon a une ambassade à Phnom Penh.

## Commerce
En 2006, les échanges commerciaux entre les deux pays étaient de :
- Du Japon vers le Cambodge : 14 milliards de Yens (2006)
- Du Cambodge vers le Japon : 9,5 milliards de Yens (2006)

De 2010 à 2013, les investissements japonais au Cambodge sont passés de $3,3 millions à $365 millions, une croissance principalement due à l'ouverture de nombreux supermarchés dans le pays khmer. En 2013, la Chine et le Japon étaient les deux principaux investisseurs étrangers au Cambodge.
Entreprises japonaises actives au Cambodge :
- Uniqlo
- Mitsubishi (en partenariat avec BHP Billiton) pour l'exploration de bauxite
- Mitsui pour l'exploration de pétrole et de gaz offshore
- Banque de commerce de Phnom Penh, entreprise en partenariat avec Hyundai Suisse et le groupe japonais de SBI, ouvert en 2008

Les échanges se portent également sur la formation professionnelle, le gouvernement cambodgien ayant signé en 2014 des conventions permettant à 33 entreprises et 2 organisations japonaises d'accueillir des travailleurs cambodgiens.
En janvier 2015, le Japon et la Cambodge signent un accord de services aériens visant à établir un cadre juridique pour ouvrir des routes aériennes régulières entre les deux pays.

## Aide japonaise
De 1992 à 2008, le Japon a fourni un total de $1,2 milliard d'aide au développement.
En 1993, le gouvernement japonais a engagé le projet Japan Relief for Cambodia (JrfC) visant à développer des programmes tels que la construction de 400 écoles primaires, l'orphelinat New Life, l'hôpital de l'espoir...
En 2006, les gouvernements japonais et cambodgiens ont signé un accord définissant un nouveau programme d'aide japonais d'une valeur de $59 millions.
Le gouvernement japonais a fourni une aide importante pour le déminage et l'éducation.